# Liste der Biografien/Wilm
Liste der Biografien |
Portal Biografien |
Personensuche
# |
A |
B |
C |
D |
E |
F |
G |
H |
I |
J |
K |
L |
M |
N |
O |
P |
Q |
R |
S |
T |
U |
V |
W |
X |
Y |
Z |
?
 
Wa |
Wc |
Wd |
We |
Wh |
Wi |
Wj |
Wl |
Wn |
Wo |
Wr |
Ws |
Wt |
Wu |
Ww |
Wy |
Wz
 
Wia |
Wib |
Wic |
Wid |
Wie |
Wif |
Wig |
Wih |
Wii |
Wij |
Wik |
Wil |
Wim |
Win |
Wio |
Wip |
Wir |
Wis |
Wit |
Wiv |
Wiw |
Wix |
Wiz
 
Wila |
Wilb |
Wilc |
Wild |
Wile |
Wilf |
Wilg |
Wilh |
Wili |
Wilj |
Wilk |
Will |
Wilm |
Wiln |
Wilo |
Wilp |
Wilr |
Wils |
Wilt |
Wilu |
Wilw |
Wily |
Wilz
Die Liste der Biografien führt alle Personen auf, die in der deutschsprachigen Wikipedia einen Artikel haben. Dieses ist eine Teilliste mit 145 Einträgen von Personen, deren Namen mit den Buchstaben „Wilm“ beginnt.

## Wilm
- Wilm, Alfred (1869–1937), deutscher Chemiker, Hütteningenieur und Metallurge
- Wilm, Clarke (* 1976), kanadischer Eishockeyspieler
- Wilm, Ernst (1901–1989), deutscher Pfarrer und Kirchenfunktionär
- Wilm, Ferdinand Richard (1880–1971), deutscher Juwelier
- Wilm, Hubert (1887–1953), deutscher Grafiker, Kunsthistoriker, Journalist und Kunstsammler
- Wilm, Jan (* 1983), deutscher Schriftsteller, Übersetzer und Literaturkritiker
- Wilm, Johann Michael (1885–1963), deutscher Goldschmied
- Wilm, Nicolai von (1834–1911), deutscher Musiker und Komponist
- Wilm, Sieghard (* 1965), deutscher evangelisch-lutherischer Theologe und Pastor der Nordkirche

### Wilma
- Wilman, Andy (* 1962), britischer FernsehproduzentAndy Wilman (* 1962)

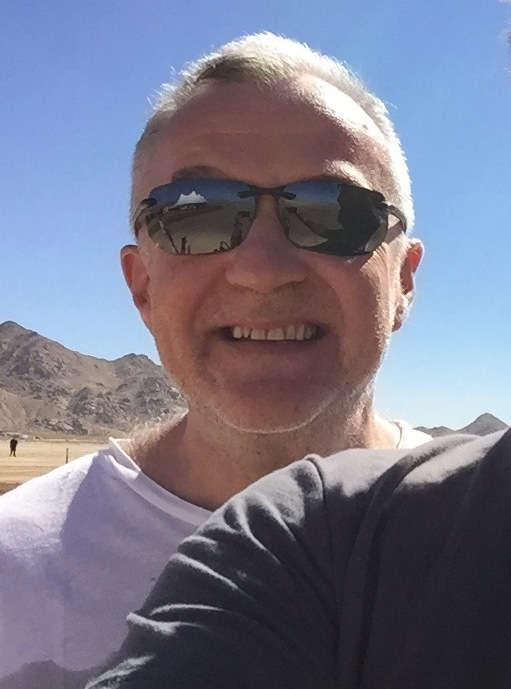
Andy Wilman (* 1962)

- Wilman, Maria (1867–1957), südafrikanische Botanikerin und Geologin
- Wilmann, Frederik (* 1985), norwegischer Radrennfahrer
- Wilmann, Ine Marie (* 1985), norwegische Schauspielerin
- Wilmann, Jostein (* 1953), norwegischer Radsportler
- Wilmanns, August (1833–1917), deutscher Bibliothekar und Klassischer Philologe
- Wilmanns, August Christian (1757–1839), deutscher Jurist
- Wilmanns, Ernst (1882–1960), deutscher Lehrer und Geschichtsdidaktiker
- Wilmanns, Gustav (1881–1965), deutscher Chemiker und Entwickler des Mehrschicht-Farbfilms
- Wilmanns, Gustav Heinrich (1845–1878), deutscher Althistoriker und Epigraphiker
- Wilmanns, Hergart (1928–2007), deutsche Osteuropa-Forscherin und Schriftstellerin
- Wilmanns, Juliane C. (1945–2008), deutsche Medizinhistorikerin und Universitätsprofessorin
- Wilmanns, Karl (1835–1898), deutscher Jurist und Politiker, MdR
- Wilmanns, Karl (1873–1945), deutscher Neurologe und Psychiater
- Wilmanns, Matthias (* 1959), deutscher Chemiker und Molekularbiologe
- Wilmanns, Otti (1928–2023), deutsche Botanikerin und Hochschullehrerin
- Wilmanns, Richard (1880–1958), deutscher Chirurg
- Wilmanns, Wilhelm (1842–1911), deutscher Germanist
- Wilmanns, Wolfgang (1893–1968), deutscher Agrarwissenschaftler
- Wilmanns, Wolfgang (1929–2003), deutscher Mediziner und Hochschulprofessor
- Wilmans, Amalie, deutsche Zeichnerin und Stilllebenmalerin
- Wilmans, Friedrich (1764–1830), deutscher Verleger
- Wilmans, Roger (1812–1881), deutscher Archivar und Historiker
- Wilmanski, Krzysztof (1940–2012), polnisch-deutscher Physiker und Hochschullehrer
- Wilmar († 1173), Bischof von Brandenburg
- Wilmarth, William H. (1904–1999), US-amerikanischer Toningenieur und Toneffektmixer

### Wilmb
- Wilmbusse, Reinhard (1932–2014), deutscher Politiker (SPD), MdL

### Wilme
- Wilmenrod, Clemens (1906–1967), deutscher Schauspieler und erster deutscher Fernsehkoch
- Wilmer, Douglas (1920–2016), britischer Schauspieler
- Wilmer, Heiner (* 1961), deutscher Ordensgeistlicher und Generaloberer der Herz-Jesu-Priester (Dehonianer)Heiner Wilmer (* 1961)

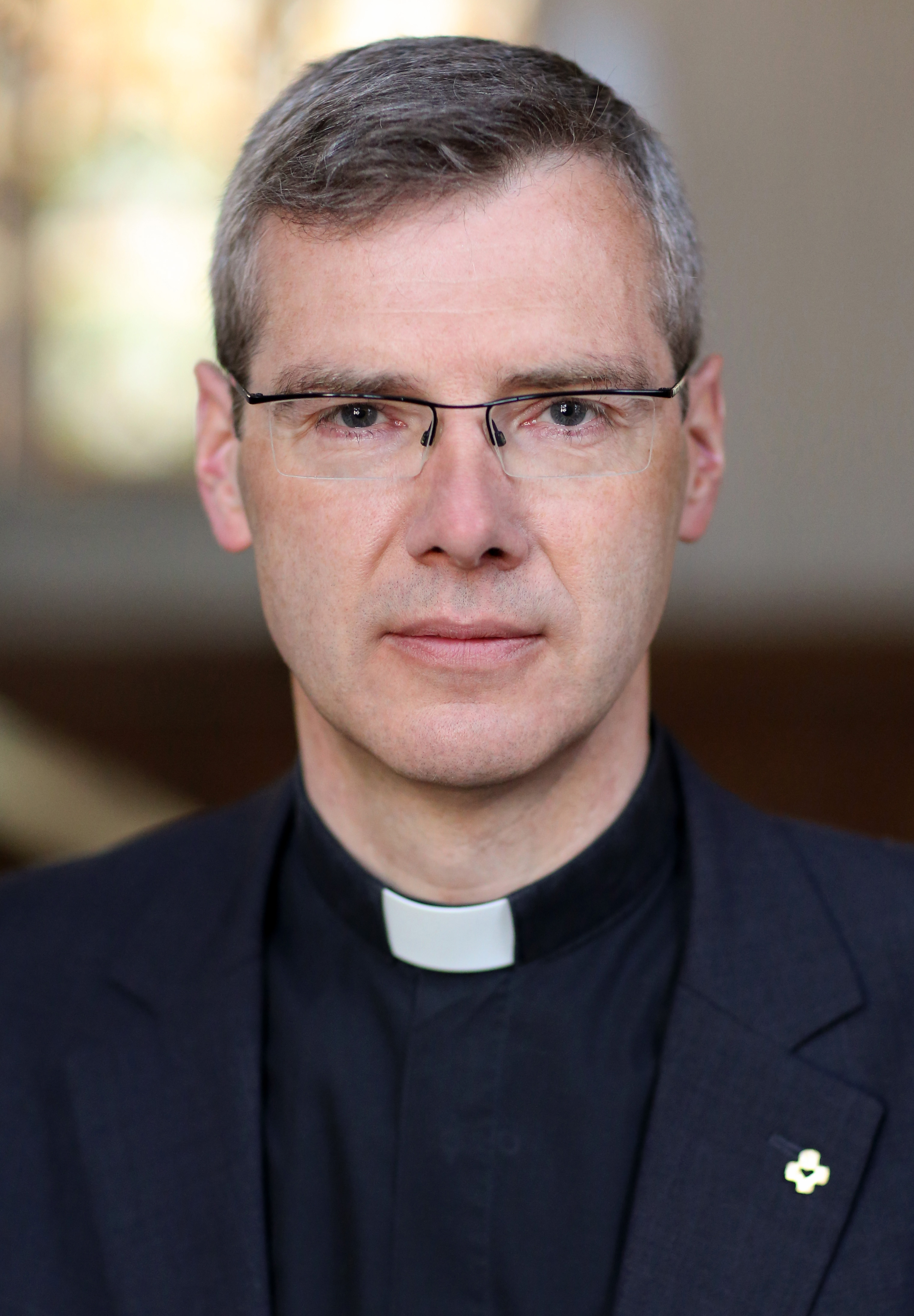
Heiner Wilmer (* 1961)

- Wilmer, Valerie (* 1941), britische Fotografin und Musikjournalistin
- Wilmerding, Johann Heinrich (1749–1828), Bürgermeister und Stadtdirektor der Stadt Braunschweig
- Wilmers, Mary-Kay (* 1938), britische Publizistin
- Wilmers, Wilhelm (1817–1899), deutscher Theologe und Jesuit
- Wilmersdorff, Hans von (1579–1636), brandenburgischer Hofrat
- Wilmersdörffer, Max von (1824–1903), deutscher Bankier und Münzsammler
- Wilmersdörffer, Tom (* 1990), deutscher Regisseur und Sänger
- Wilmert, Bernd (* 1952), deutscher Ökonom und Manager
- Wilmes, Annette (* 1955), deutsche freie Journalistin und Moderatorin in Berlin
- Wilmes, Hugo (* 1949), deutscher Badmintonspieler
- Wilmes, Karl-Heinz (* 1938), deutscher Politiker (SPD)
- Wilmes, Marion (* 1982), deutsche Fußballspielerin
- Wilmes, Rudolf (1894–1955), deutscher Romanist und Sprachwissenschaftler
- Wilmès, Sophie (* 1975), belgische Politikerin der Mouvement Réformateur (MR)
- Wilmesmeier, Carl (* 1901), deutscher Politiker (CDU), MdBB

### Wilmi
- Wilmink, Willem (1936–2003), niederländischer Dichter, Autor und Sänger

### Wilmk
- Wilmking, Martin (* 1972), deutscher Biologe und Professor für Landschaftsökologie
- Wilmking, Steffen (* 1976), deutscher Musikproduzent, Schlagzeuger, Multiinstrumentalist, Mixing- und Masteringengineer und LabelinhaberSteffen Wilmking (* 1976)

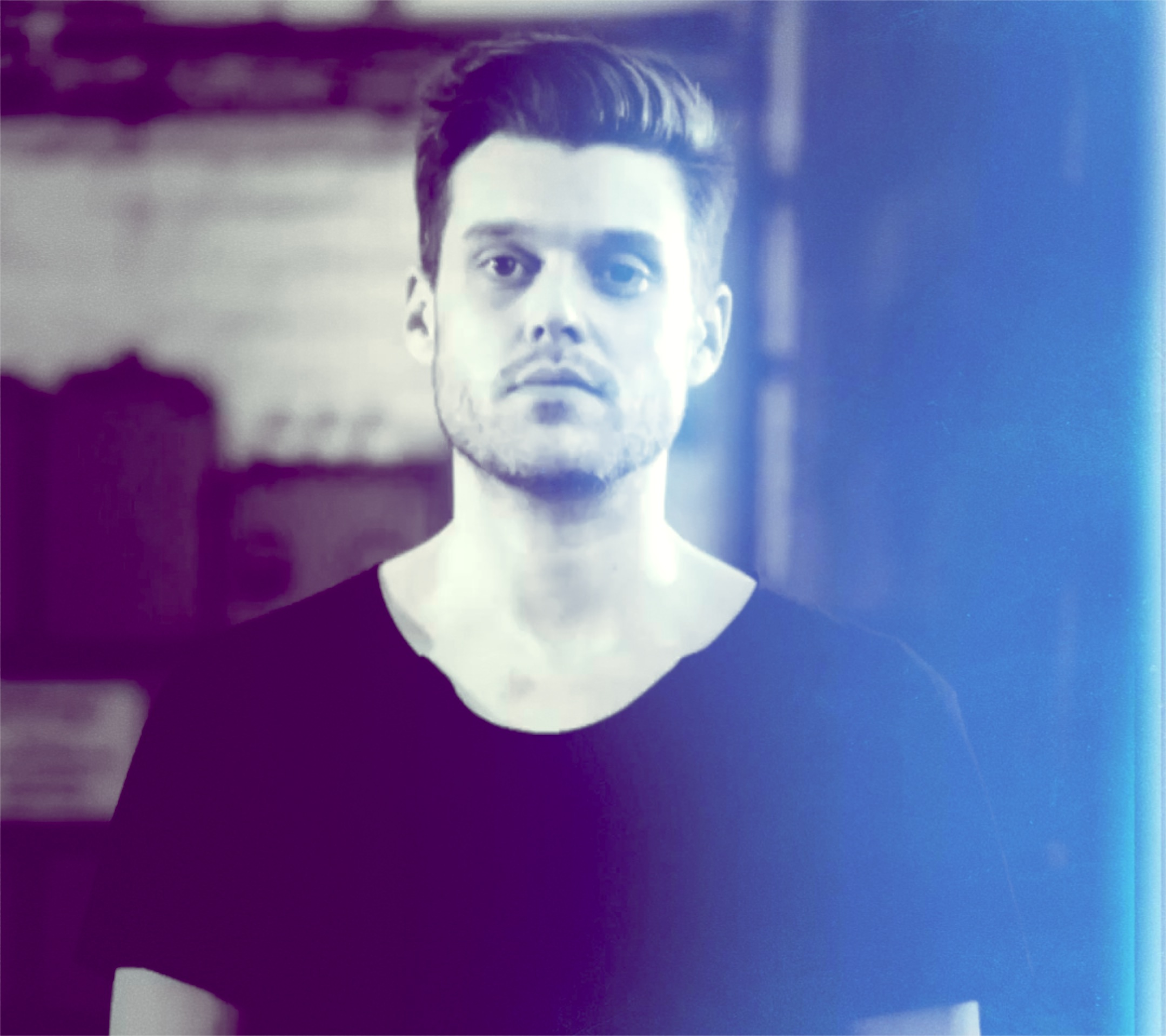
Steffen Wilmking (* 1976)

### Wilmo
- Wilmont, Simon Lereng (* 1975), dänischer Filmregisseur und Kameramann
- Wilmore, Barry E. (* 1962), US-amerikanischer Astronaut
- Wilmore, Marc (1963–2021), US-amerikanischer Drehbuchautor, Produzent, Schauspieler und Komiker
- Wilmot, Austin (* 1998), US-amerikanischer Volleyballspieler
- Wilmot, Ben (* 1999), englischer Fußballspieler
- Wilmot, Charles, 3. Earl of Rochester (1671–1681), englischer Peer
- Wilmot, Chester (1911–1954), australischer Kriegsberichterstatter
- Wilmot, David, irischer Schauspieler in Theater, Film und Fernsehen
- Wilmot, David (1814–1868), US-amerikanischer Politiker
- Wilmot, Elizabeth, Countess of Rochester (1651–1681), englische Adlige
- Wilmot, Jill (* 1987), niederländische Fußballspielerin
- Wilmot, John, 2. Earl of Rochester (1647–1680), englischer Dichter und Vertrauter König Karls II. und Samuel Pepys’
- Wilmot, Katherine († 1824), irische Reisende und Tagebuchschreiberin
- Wilmot, Martha (1775–1873), irische Reisende und Tagebuchschreiberin
- Wilmot, Nathan (* 1979), australischer Segler
- Wilmot, Robert Duncan (1809–1891), kanadischer Politiker, Vizegouverneur von New Brunswick
- Wilmot-Sitwell, Alex (* 1961), englischer Investmentbanker
- Wilmoth, Lauren (* 1988), US-amerikanische Fußballspielerin
- Wilmots, Jos (1933–2024), belgischer Germanist und Niederlandist
- Wilmots, Marc (* 1969), belgischer Fußballspieler, Fußballtrainer, Sportmanager und PolitikerMarc Wilmots (* 1969)

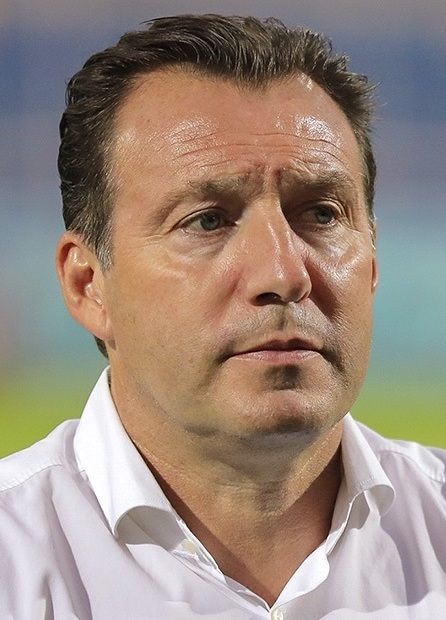
Marc Wilmots (* 1969)

- Wilmott, Alfred James (1888–1950), englischer Botaniker
- Wilmotte, Jean-Michel (* 1948), französischer Designer, Innenarchitekt, Architekt und Stadtplaner
- Wilmotte, Maurice (1861–1942), belgischer Romanist und Mediävist
- Wilmovius, Günter (1929–2001), deutscher Fußballspieler
- Wilmowski, Gustav von (1818–1896), deutscher Rechtswissenschaftler und Rechtsanwalt
- Wilmowski, Karl von (1817–1893), deutscher Jurist, Chef des Geheimen Zivilkabinetts und Mitglied im Preußischen Herrenhaus
- Wilmowsky, Friedrich von (1881–1970), deutscher Generalleutnant und Kavalleriekommandeur sowie Ehrenritter des Johanniterordens
- Wilmowsky, Johann Nikolaus von (1801–1880), deutscher Domkapitular, Historiker und Archäologe in Trier
- Wilmowsky, Kurt von (1850–1941), preußischer Jurist, Chef der Reichskanzlei, Oberpräsident und Landeshauptmann
- Wilmowsky, Peter von (* 1956), deutscher Rechtswissenschaftler
- Wilmowsky, Tilo von (1878–1966), deutscher Verwaltungsjurist, Rittergutsbesitzer und Industrieller

### Wilms
- Wilms Brinkmann, Jantje (1803–1908), ostfriesische Werbeikone
- Wilms Montt, Teresa (1893–1921), chilenische Schriftstellerin und DichterinTeresa Wilms Montt (1893–1921)

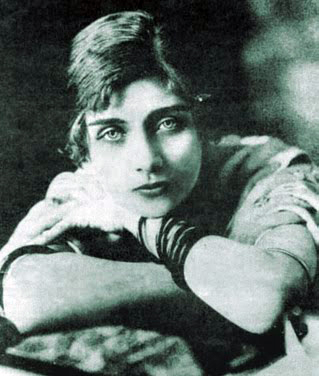
Teresa Wilms Montt (1893–1921)

- Wilms, Alissa (* 1995), deutsche Schauspielerin
- Wilms, André (1947–2022), französischer Schauspieler
- Wilms, Andreas (1494–1557), deutscher Reformator
- Wilms, Andreas (* 1978), deutscher Bankkaufmann, Wirtschaftswissenschaftler und Hochschullehrer
- Wilms, Anila (* 1971), albanische Schriftstellerin
- Wilms, Anno (1935–2016), deutsche Fotografin
- Wilms, Bernd (* 1940), deutscher Theaterintendant
- Wilms, David (* 1963), deutscher Fernsehmoderator
- Wilms, Dennis (* 1975), deutscher FernsehmoderatorDennis Wilms (* 1975)

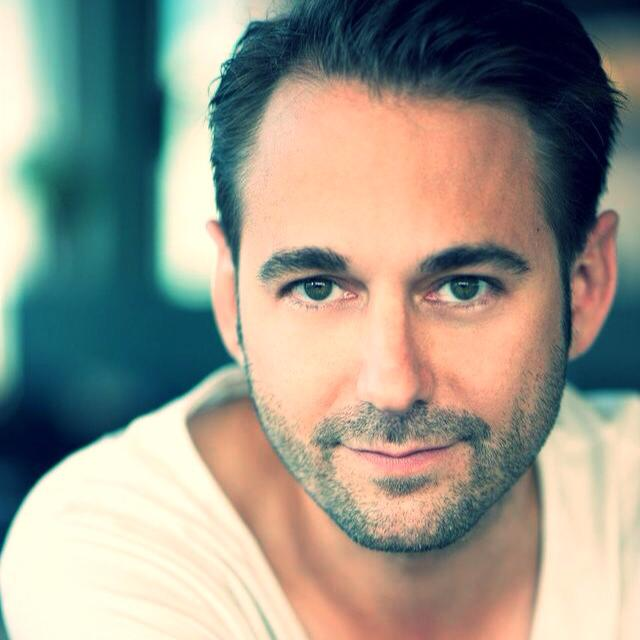
Dennis Wilms (* 1975)

- Wilms, Dominique (* 1930), belgische Schauspielerin
- Wilms, Dorothee (* 1929), deutsche Politikerin (CDU), MdB
- Wilms, Eberhard (1940–2022), deutscher Historiker und Schulbuchautor
- Wilms, Elisabeth (1905–1981), deutsche Dokumentarfilmerin
- Wilms, Ernst (1866–1938), deutscher Anwalt und Politiker
- Wilms, Eva (* 1952), deutsche Leichtathletin und Trainerin
- Wilms, Falko (* 1961), deutscher Wirtschaftswissenschaftler
- Wilms, Fritz (1886–1958), deutscher Architekt
- Wilms, Fritz (1900–1976), deutscher Politiker (FDP), MdL
- Wilms, Gunhild (* 1940), deutsche Historikerin
- Wilms, Günter (1927–2023), deutscher Pädagoge und Hochschullehrer
- Wilms, Hans-Joachim (* 1955), deutscher Gewerkschaftsvorsitzender
- Wilms, Hedwig (1874–1915), deutsche Textilkünstlerin der Art brut
- Wilms, Heinrich (1959–2010), deutscher Jurist
- Wilms, Hieronymus (1878–1965), deutscher Dominikaner und Theologe
- Wilms, Johann Wilhelm († 1847), deutsch-niederländischer Komponist, Pianist, Organist und Flötist
- Wilms, Joseph (1814–1892), deutscher Stilllebenmaler der Düsseldorfer Schule
- Wilms, Karri (* 1969), kanadische Curlerin
- Wilms, Klaus (* 1939), deutscher Mediziner und Hochschulprofessor
- Wilms, Lotte (* 1984), niederländische Triathletin
- Wilms, Lynn (* 2000), niederländische Fußballspielerin
- Wilms, Mathias (1893–1978), deutscher Gewerkschafter und Politiker (SPD), MdL
- Wilms, Max (1867–1918), deutscher Chirurg und Hochschullehrer
- Wilms, Otto (1915–1992), deutscher Heimatdichter
- Wilms, Robert (1824–1880), preußisch-deutscher Mediziner und Chirurg
- Wilms, Robert von (1865–1945), deutscher Verwaltungsbeamter
- Wilms, Thomas (* 1970), deutscher Zoologe, Sachbuchautor und Kurator am Zoo Frankfurt
- Wilms, Valerie (* 1954), deutsche Politikerin (Bündnis 90/Die Grünen), MdBValerie Wilms (* 1954)

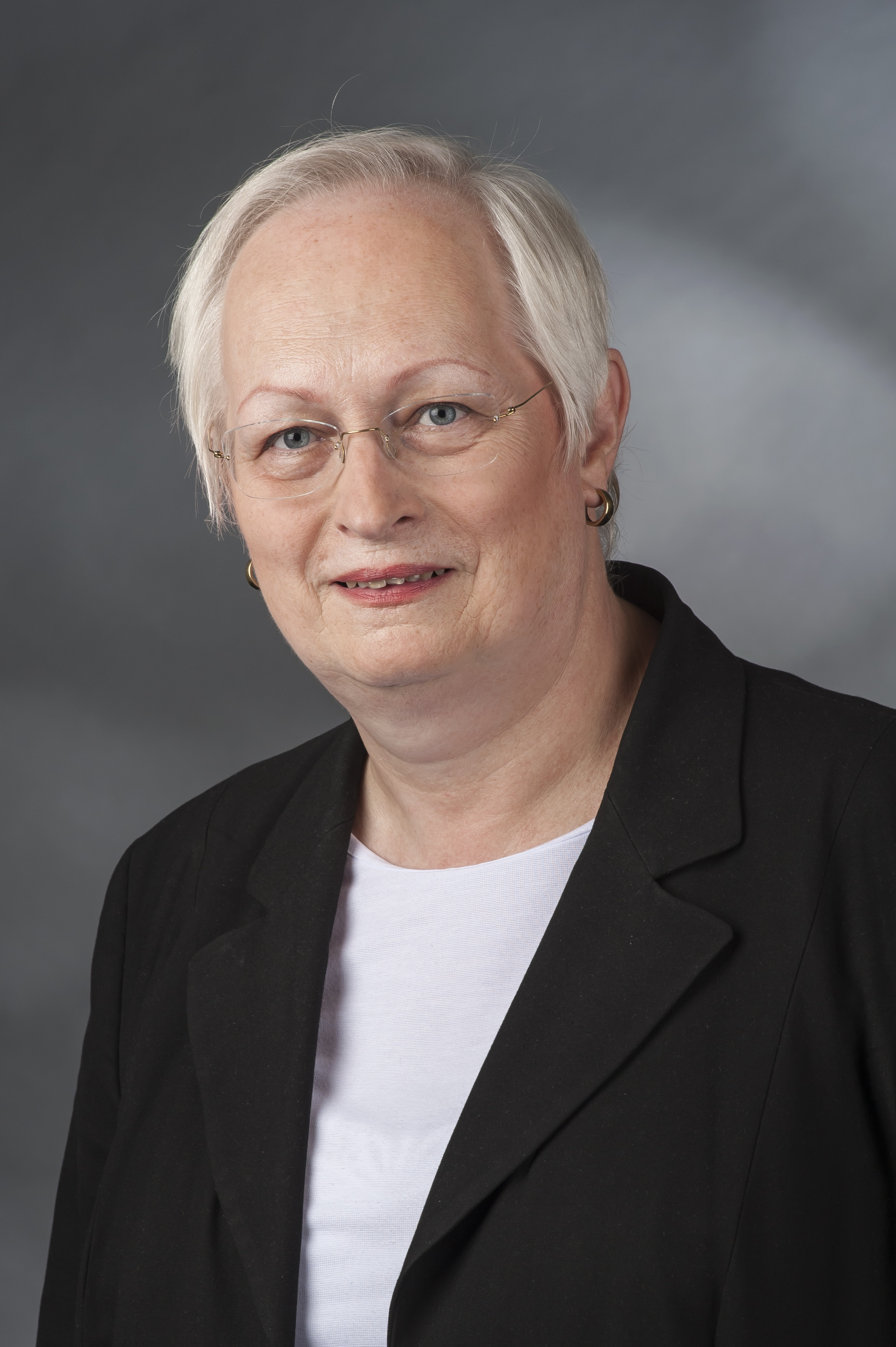
Valerie Wilms (* 1954)

- Wilms, Volker (* 1956), deutscher Fernsehjournalist
- Wilms, Wilhelm (1865–1939), deutscher Theologe, Lyriker und Sachautor
- Wilms, Wolf Rüdiger (* 1941), deutscher Lehrer und Hochschullehrer sowie Drehbuchautor und Theaterregisseur
- Wilms-Kegel, Heike (* 1952), deutsche Politikerin (Bündnis 90/Die Grünen, FDP), MdB
- Wilmsdorff, Jenke von (* 1965), deutscher Fernsehjournalist, Schauspieler und AutorJenke von Wilmsdorff (* 1965)

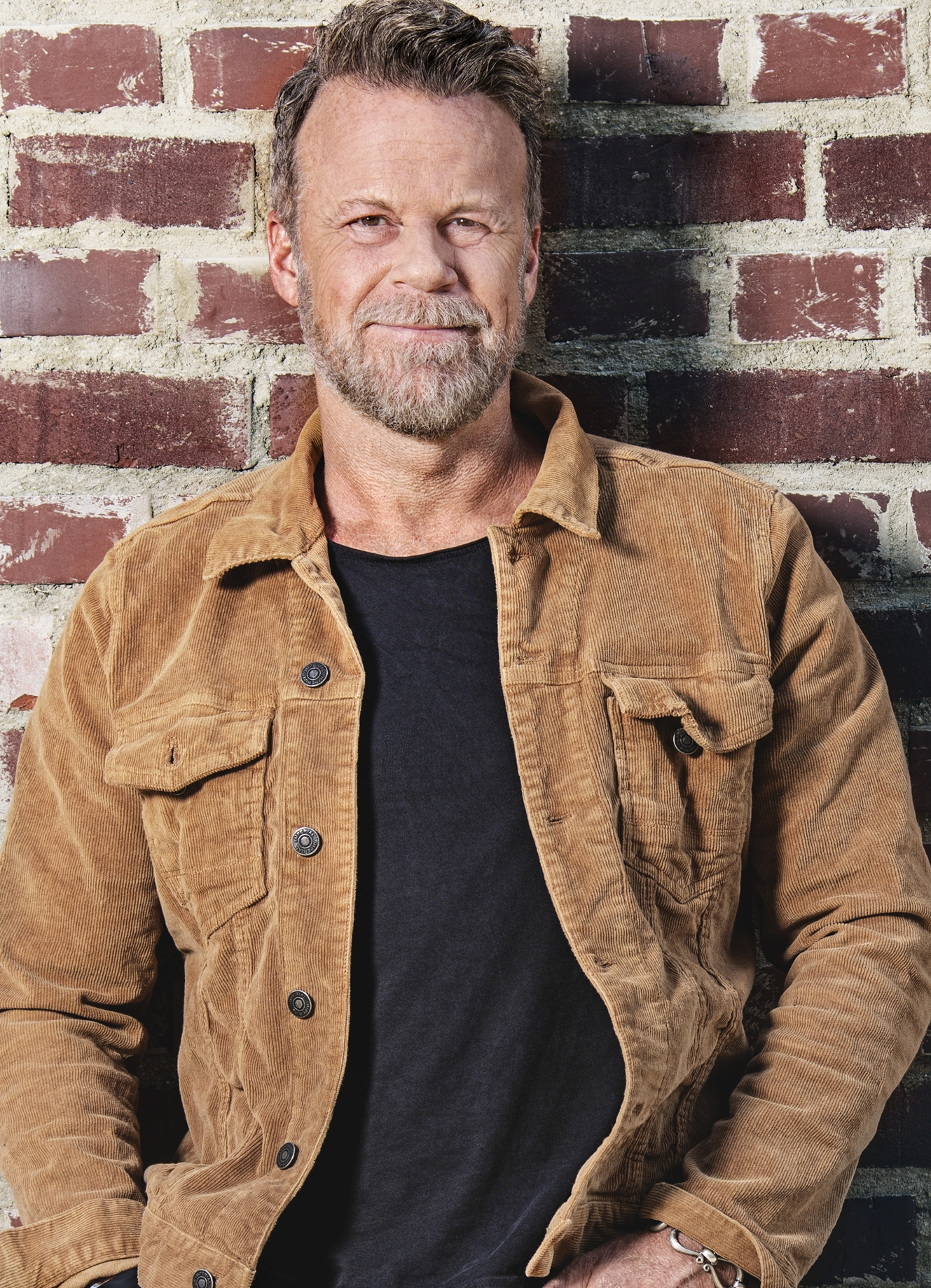
Jenke von Wilmsdorff (* 1965)

- Wilmsen, Friedrich Philipp (1770–1831), deutscher evangelischer Theologe und Pädagoge
- Wilmsen, Karl August Friedrich (1805–1883), deutscher reformierter Theologe
- Wilmsen, Lars (* 1993), deutscher Volleyballspieler
- Wilmsen, Max (1885–1953), deutscher Schauspieler
- Wilmsen, Moacir da Rosa (* 1993), brasilianischer Fußballspieler
- Wilmsen-Wiegmann, Christoph (* 1956), deutscher Bildhauer
- Wilmshöfer, Nicolas (* 1984), deutscher Hockeyspieler
- Wilmshurst, Elizabeth (* 1948), britische Juristin
- Wilmshurst, Ken (1931–1992), britischer Weit- und Dreispringer
- Wilmsmann, Florian (* 1996), deutscher Freestyle-Skisportler
- Wilmsmeier, Achim (* 1969), deutscher Politiker (SPD)

### Wilmu
- Wilmurt, Arthur (1906–1994), Bühnenautor, Theaterwissenschaftler und Übersetzer
- Wilmut, Ian (1944–2023), britischer Embryologe